# Veľký Brankov
Veľký Brankov lub Vyšný Brankov (1134 m) – szczyt na zachodnim krańcu Niżnych Tatr na Słowacji. Należy do tzw. Grupy Salatynów.
Veľký Brankov znajduje się w grzbiecie oddzielającym Revúcką dolinę (Revúcka dolina) od Ludrovskiej doliny (Ludrovská dolina). Wznosi się w tym grzbiecie pomiędzy szczytami Červená Magura (1298 m) i Brankov (1174 m). W zachodnie, opadające do Revúckiej doliny stoki szczytu Veľký Brankov wcina się głęboka dolina. Jej górną część zamyka pionowa, zbudowana z dolomitów Kurucká skala o wysokości do 55 m i długości kilkuset metrów. Spada z niej Brankovský vodopád będący największym wodospadem Niżnych Tatr.
Veľký Brankov porasta las, ale na jego grzbiecie i wschodnich, opadających do Ludrovskiej doliny stokach są duże trawiaste obszary – pozostałości dawnej hali pasterskiej. Znajduje się na obszarze Parku Narodowego Niżne Tatry, ponadto jego północno-zachodnie zbocza z Brankovským vodopádem objęte są dodatkową ochroną jako rezerwat przyrody Brankovský vodopád.

## Turystyka
Dzięki trawiastym partiom grzbietowym Veľký Brankov jest punktem widokowym. Jego grzbietem prowadzi zielony szlak turystyczny. Odgałęzia się od niego krótki szlak, ślepo kończący się przy Brankovskim wodospadzie.
  Podsuchá (parking przy drodze 59) – Veľký Brankov. Odległość 3,6 km, suma podejść 584 m, czas przejścia 2,05 h (z powrotem 1,25 h)
  Biely Potok (Rużomberk) – Brdisko – Kutiny – Ostré – sedlo Teplice – Priehyba – Brankov – sedlo Jama – Veľký Brankov. Odległość 8 km, suma podejść 990 m, suma zejść 371 m, czas przejścia 3,45 h (z powrotem 3,15 h)